# Dominique Leroy

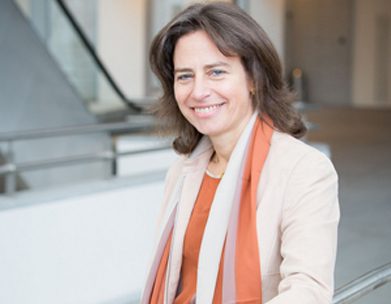
Dominique Leroy, 2014

Dominique Leroy (* 8. November 1964 in Brüssel, Belgien) ist eine belgische Managerin und Vorständin der Deutschen Telekom.

## Leben und Arbeit
Leroy studierte an der Solvay Business School in Brüssel und erwarb dort 1987 einen Master in Wirtschaftsingenieurwesen. Sie spricht fließend Niederländisch, Französisch und Englisch.
Ihre berufliche Laufbahn begann Leroy bei Unilever. Dort arbeitete sie 24 Jahre und war zuletzt als Managing Director für Belgien und Luxemburg tätig. 2011 wechselte sie zu Proximus (vorher Belgacom) und war dort von 2014 bis 2019 als Vorstandsvorsitzende tätig. Leroy war die erste Frau auf dem Chefposten des Unternehmens und die einzige Frau unter den Vorstandsvorsitzenden der Unternehmen im belgischen Börsenindex BEL20. Nach ihrer Tätigkeit bei Proximus war ursprünglich eine Position als CEO bei der belgischen KPN vorgesehen. Diese zog aber das Angebot zurück, weil Ermittlungen wegen Insiderhandels gegen Leroy liefen. Nachdem Leroy einem Vergleich und einer Zahlung von rund 108.000 € zugestimmt hatte, verzichtete die belgische Staatsanwaltschaft auf eine Anklage. Seit dem 1. November 2020 ist Leroy Vorständin der Deutschen Telekom und verantwortlich für den Bereich Europa.
Sie war auch Aufsichtsrätin von Lotus Bakeries, Belgacom ICS und Ahold Delhaize. Seit 2017 ist sie Aufsichtsrätin von Saint-Gobain.
Leroy ist Mitglied des internationalen Beirats der Solvay Russels School of Economics and Management.